# Cursa nebună
Cursa nebună (în engleză The Wild Ride) este un film din 1960 cu Jack Nicholson în rolul unui tânăr rebel al generației Beat pe nume Johnny , care își petrece zilele ca șofer amator la cursele de mașini , aceasta pe lângă nenumăratele probleme pe care le iscă . Este considerat de unii ca fiind un film cult clasic . 
Johnny Varron , un tânăr rebel , își petrece zilele ca șofer amator de curse . Când nu face acest lucru , se ocupă de lucruri mai puțin "ortodoxe" . O răpește pe logodnica prietenului său , ucide câțiva polițiști , și în final își vede viața cum se duce pe apa sâmbetei , sfârșind totul într-o tragedie .